# Nertobriga subterminalis
Nertobriga subterminalis är en fjärilsart som beskrevs av Embrik Strand 1917. Nertobriga subterminalis ingår i släktet Nertobriga och familjen trågspinnare. Inga underarter finns listade i Catalogue of Life.